# Harald Skrænk
Harald Skrænk, var en dansk tronkandidat.
Harald Skrænk var av kunglig börd och inkallades 1182 efter Valdemar den stores död av de skånska bönderna. Harald kom med en av Knut Eriksson och Birger Brosa utrustad här, valdes av skåningarna till deras hövding men besegrades av Skånes stormän vid Lommaån och återvände till Sverige.